# Familien Schychts murstenshus
51°45′43″N 19°27′29″Ø / 51.76194°N 19.45806°Ø
Familien Schychts murstenshus (polsk Kamienica Schychtów) ligger ved Piotrkowska-gaden 128 i Łódź. 
Bygningen blev rejst i art nouveau i 1905 til Alwina og Gustaw Schycht, efter tegninger af Gustaw Landau-Gutenteger, som flyttede ind i murstenshusets tilbygning. Bygningen var imidlertid belastet med flere lån, og i 1960 gik den over til Statskassen. 
Murstenshuset har mansardtag og en facade pyntet med dyre- og plantemotiver. Over de to højest liggende vinduer findes et mandshoved og et kvindehoved. Porten er placeret asymmetrisk i facaden. Elevationen fra gårdspladsen er pyntet med blomster, blade, masker og frugt.